# Флорентійська академія мистецтв
43°46′37″ пн. ш. 11°15′31″ сх. д. / 43.776907° пн. ш. 11.258475° сх. д.

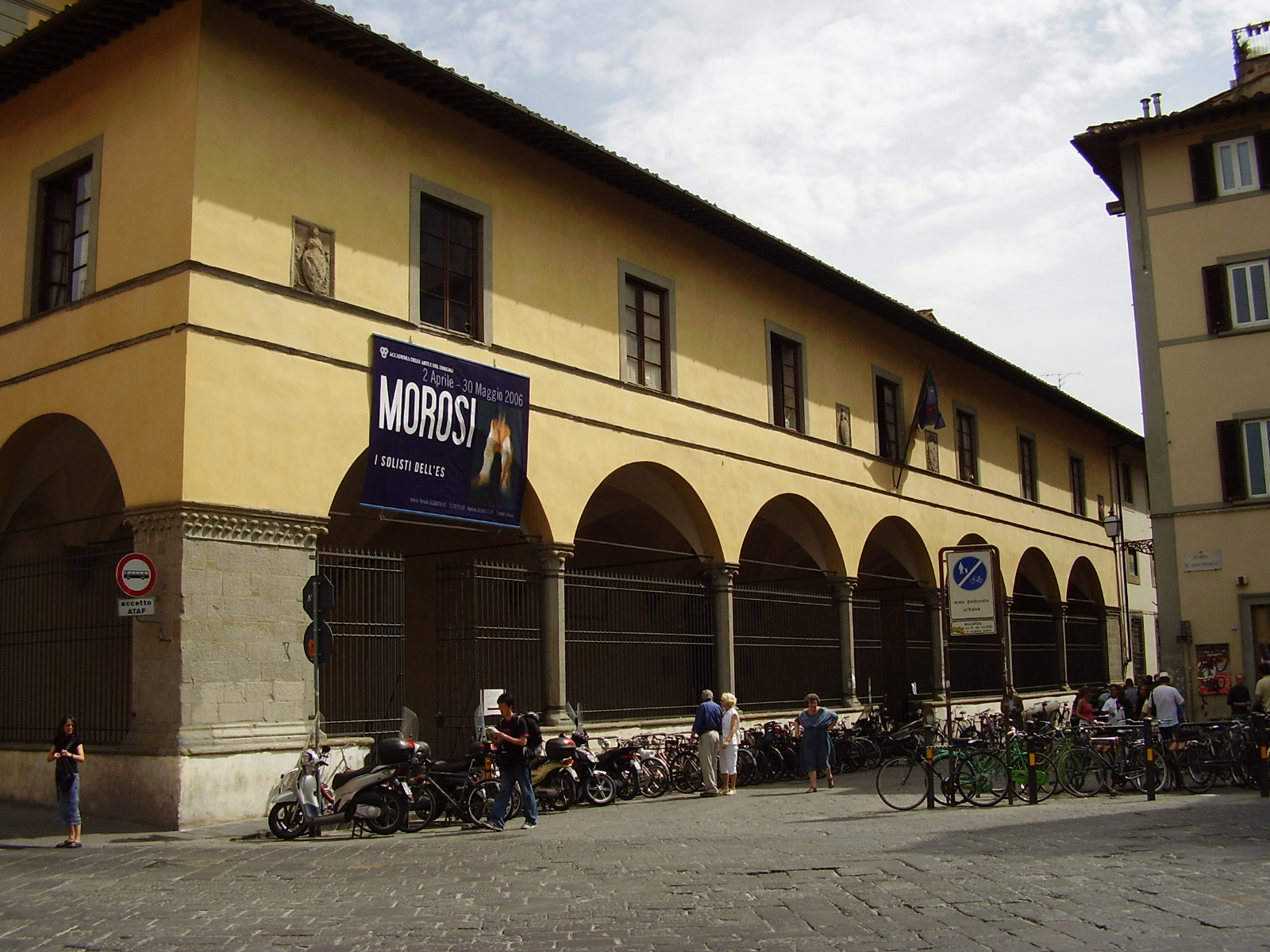
Флорентійська академія мистецтв, фасад на площу Сан Марко.

Флорентійська академія мистецтв (італ. Accademia di belle arti di Firenze) — художній навчальний заклад і музей в місті Флоренція.

## Боттега як попередниця художніх академій. Початковий період
В місті Флоренція в 15 ст. працювала низка художників, що виборола звання майстра і право мати власну майстерню, котру називали «боттега». Майстер мав також право брати помічників і учнів, поєднуючи таким чином художню і навчальну практику в межах боттеги. Чим більшим було обдарування голови боттеги, тим більшу популярність мала і його боттега.
Невеликі приміщення флорентійських боттег не могли сконцентрувати у власних приміщеннях ні великої кількості книг і малюнків, ні великої кількості художніх творів. Їх з успіхом заміняли флорентійські церкви, що накопичували художні скарби і картини і передували створенню приватних картинних галерей при палацах можновладців і аристократів, а також передували створенню художніх музеїв.
Навчальний процес відбувався під час вивчення і копіювання малюнків і ескізів голови боттеги, а також безпосередньо в процесі реалізації завдань і замов, отриманих майстром. Обдарованим учням голова боттеги довіряв створити другорядні фігури чи деталі на власних творах. Цю практику використовували керівники великих боттег-майстерень як в Італії, так і за її межами. Популярності у Флоренції зажила боттега Андреа дель Верроккйо, котру уславили не тільки її голова, художник і талановитий скульптор, а і плеяда флорентійських художників, що прошла тут навчання і удосконалення власної майстерності. Серед учнів боттеги — уславлені нині Сандро Боттічеллі, Лоренцо ді Креді, Леонардо да Вінчі. Великі майстерні за межами Італії також мали Лукас Кранах Старший, Антоніс ван Дейк, Пітер Пауль Рубенс.
Ця практика дожила до доби класицизму у 18 столітті, коли створена більшість художніх академій в країнах Європи.

## В добу маньєризму
Не припиняючи навчальну і художню діяльність декількох майстерень художників, при підтримці володаря Тоскани Козімо I Медічі три флорентійські художники заснували 1561 року першу в Європі і в світі художню академію як головний навчальний заклад в місті. Засновниками первісної художньої академії були Джорджо Вазарі, Альоло Бронзіно та Бартоломео Амманаті. Тоді ж академію розмістили в приміщенні церкви Сантіссіма Аннунціата.

## Приміщення

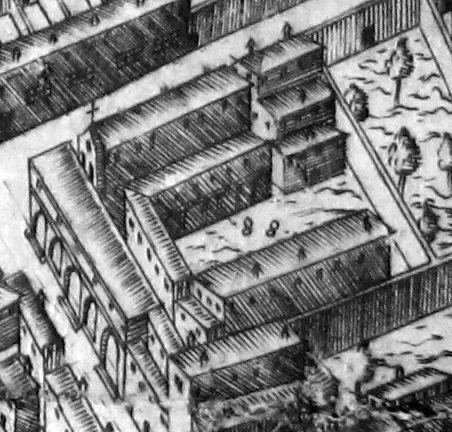
План Флоренції Бонсіньорі. Деталь з зображенням монастиря Св. Матвія і монастирської лікарні, відданих під академію.

Для художньої академії у Флоренції не будували окремого і відповідного приміщення. Первісно академію розмістили в церкві Сантіссіма Аннунціата
За наказом від 1784 року, виданого великим герцогом Тосканським Леопольдо ІІ всі художні школи міста мали бути поєднані в одному закладі, котрий вперше отримав назву «Флорентійська академія мистецтв». До неї увійшли Флорентійська академія малюнку та флорентійська Галерея академії.
Новий художній заклад перевели в колишні приміщення монастиря Св. Матвія та монастирський шпиталь на вулиці Рікасолі на площі Сан Марко.

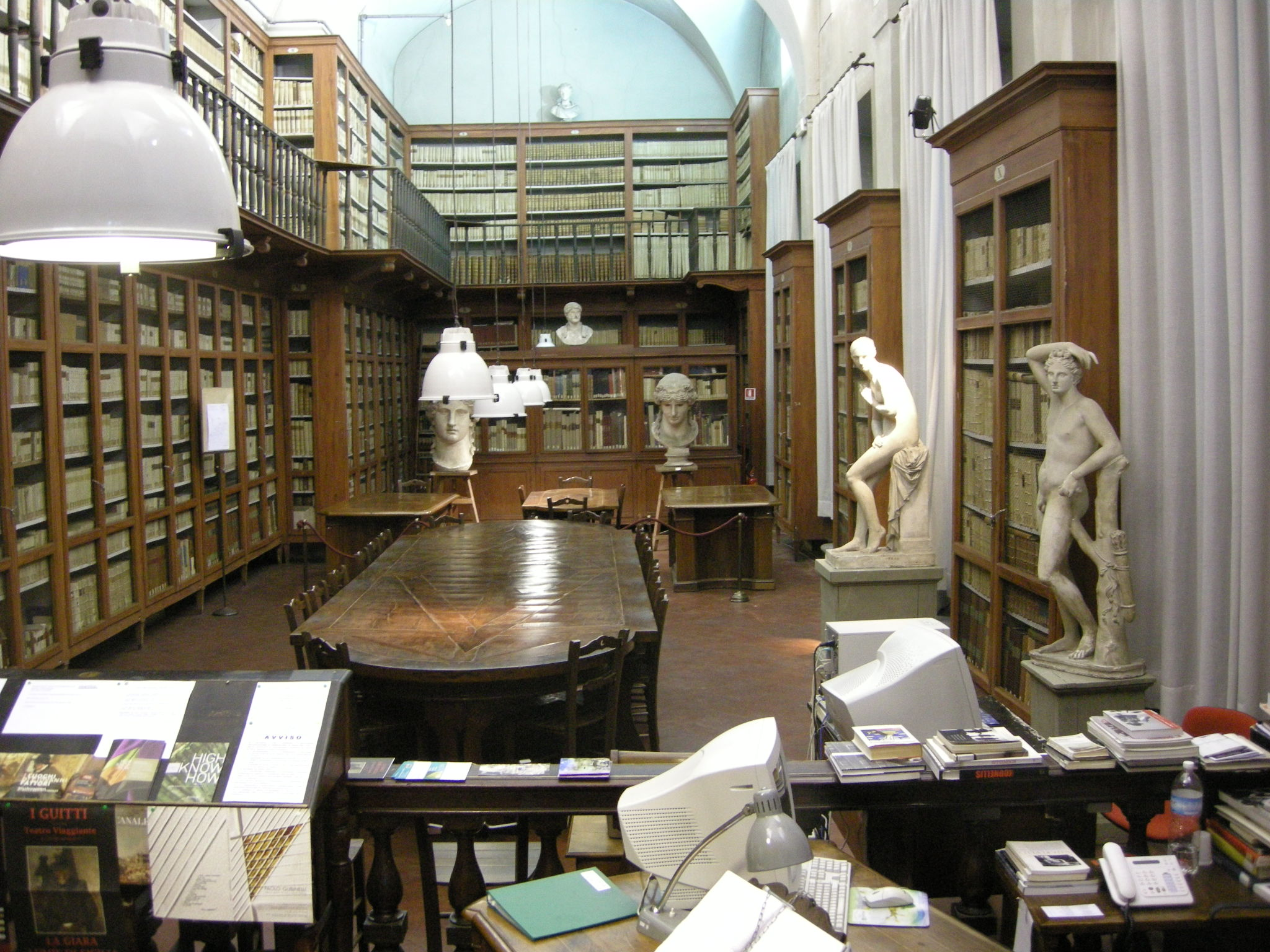
Флорентійська академія мистецтв, бібліотека художнього закладу

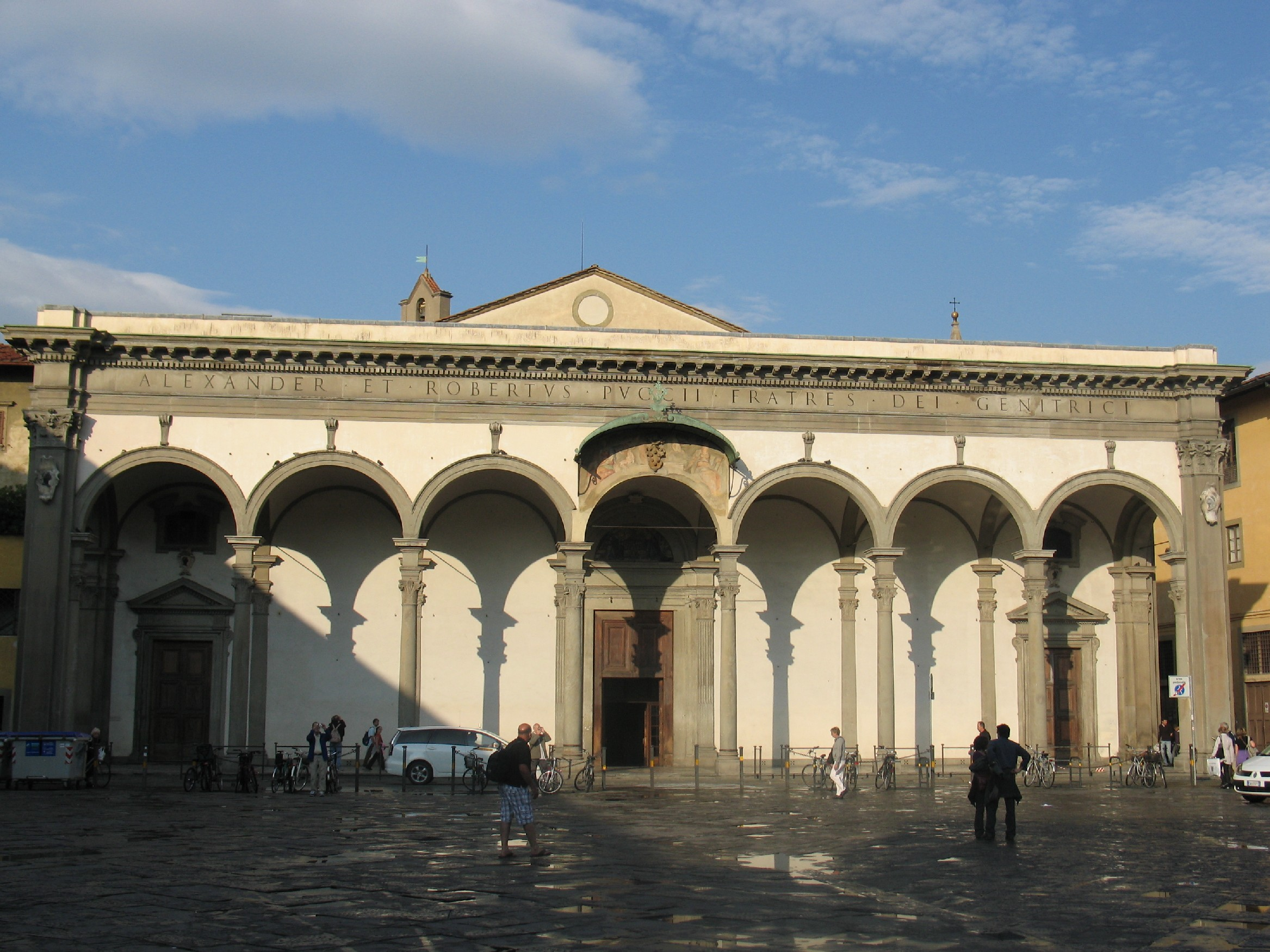
Церква Сантіссіма Аннунціата, фасад на міську площу
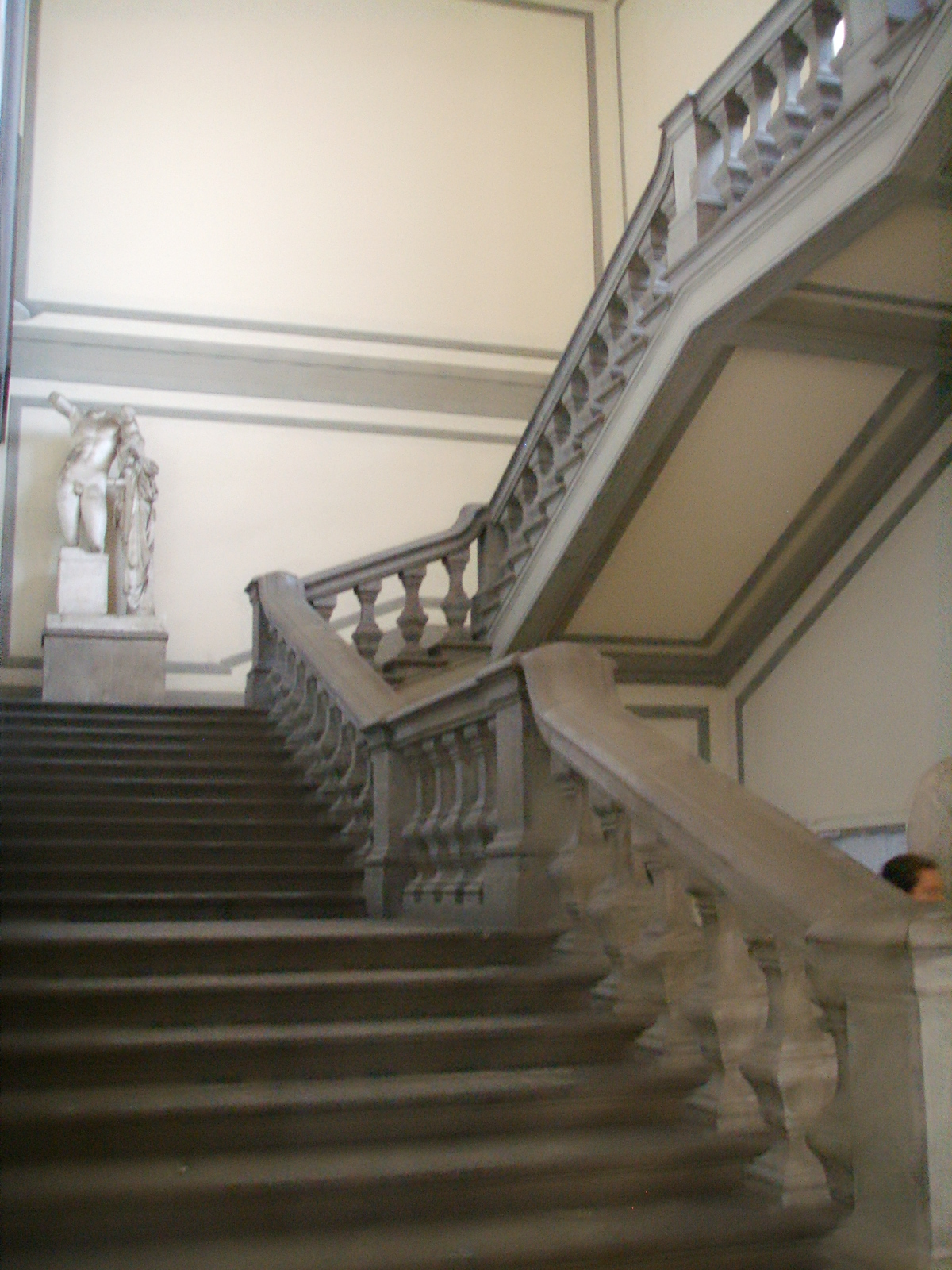
Парадні сходи Флорентійської академії
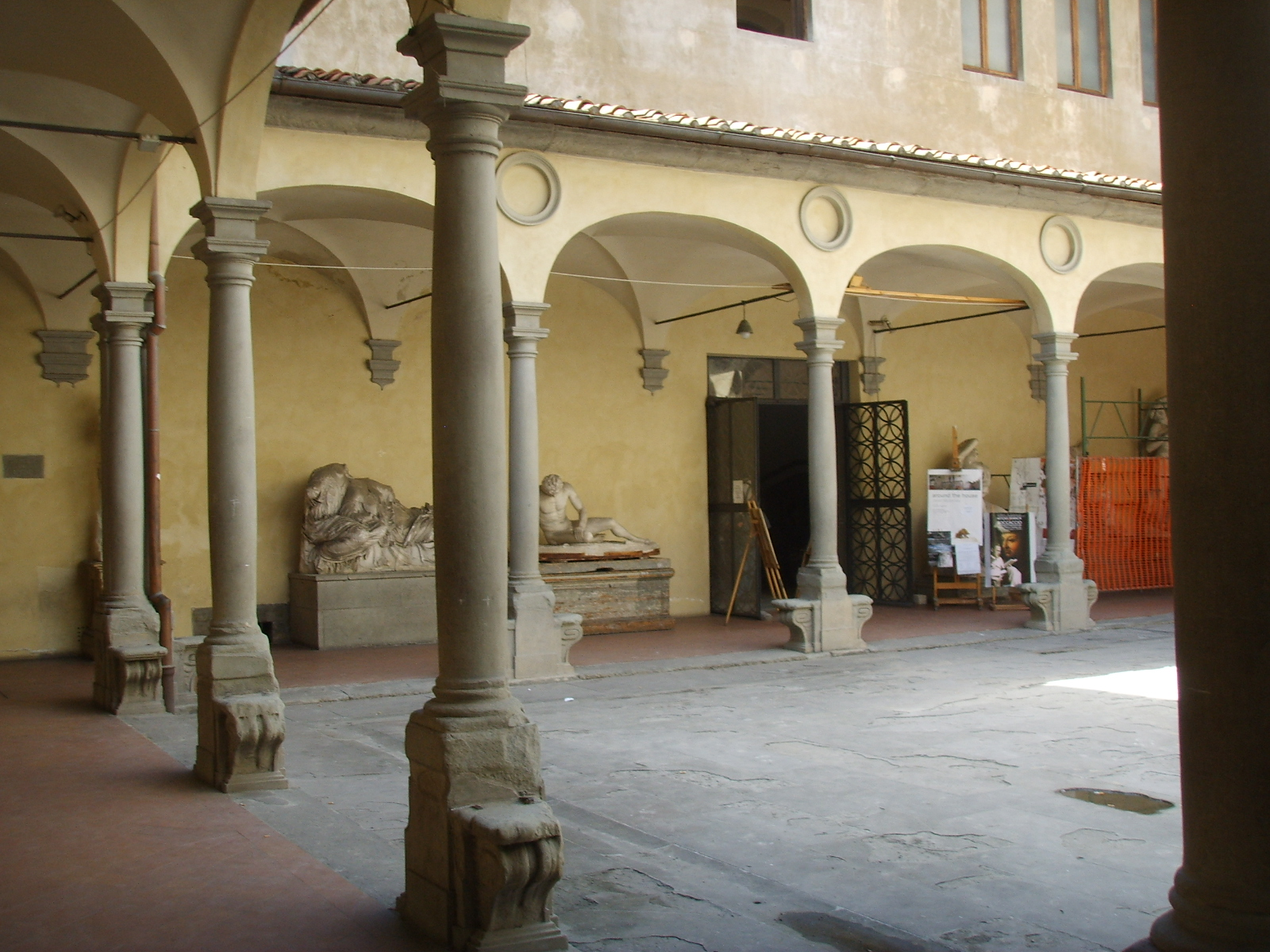
Колишній монастирський дворик, нині дворик академії
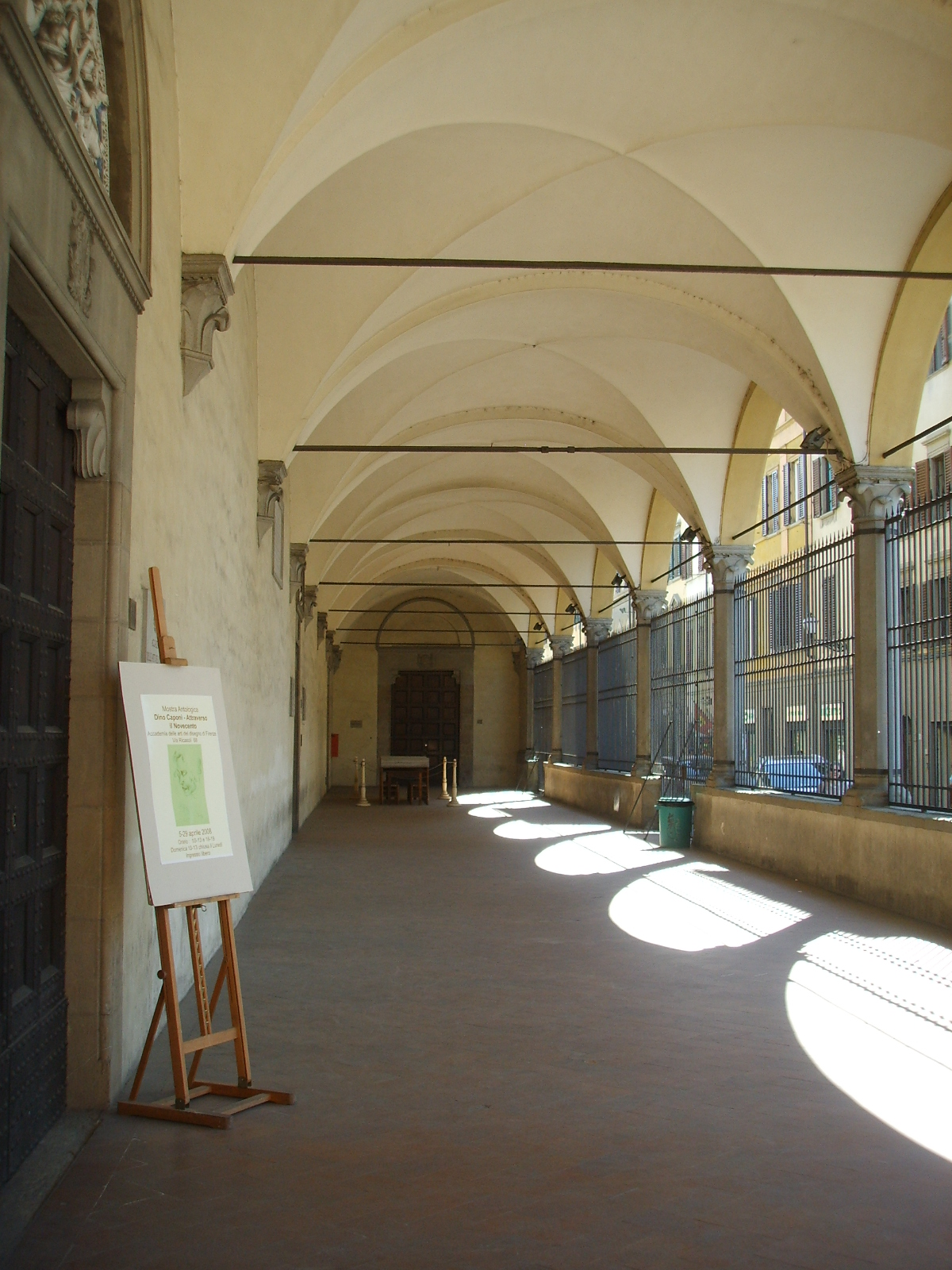
Лоджия на вулицю Рікасолі

## Реорганізації
До красних мистецтв у Флоренції зараховували також музику і реставрацію творів мистецтва. Це обумовило специфіку навчального процесу в академії.
Лише 1849 року із складу Флорентійської академії мистецтв була виведена Флорентійська філармонія, що отримала самостійність.

## Каплиця Сан Джованні

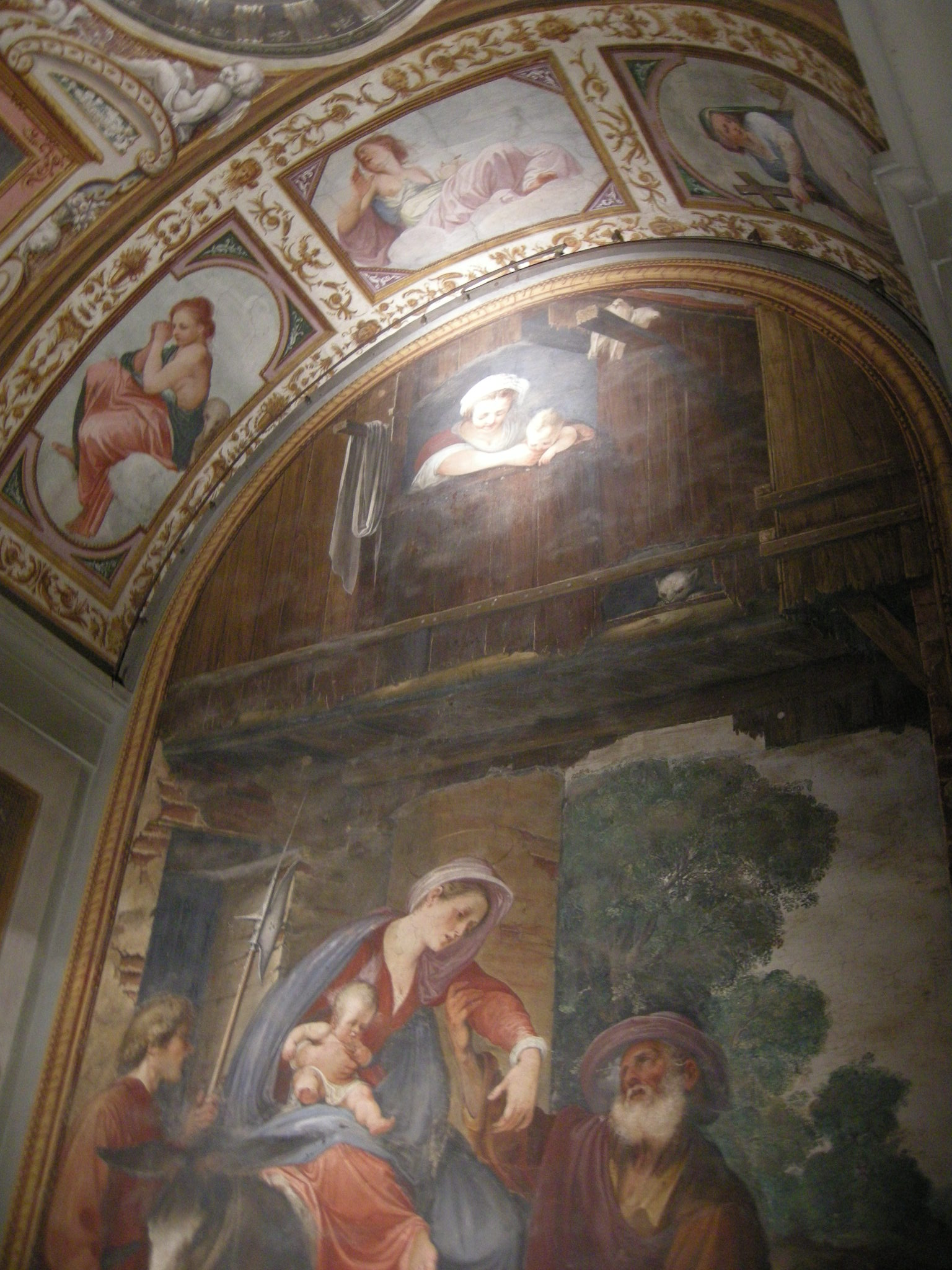

Від колишнього монастиря Св. Матвія Флорентійська академія мистецтв успадкувала каплицю Сан Джованні (Івана Хрестителя), що належав до найбільш популярних святих в місті. В каплиці майже повністю збережений цикл фресок, що виконують роль ще одного навчального посібника для студентів.

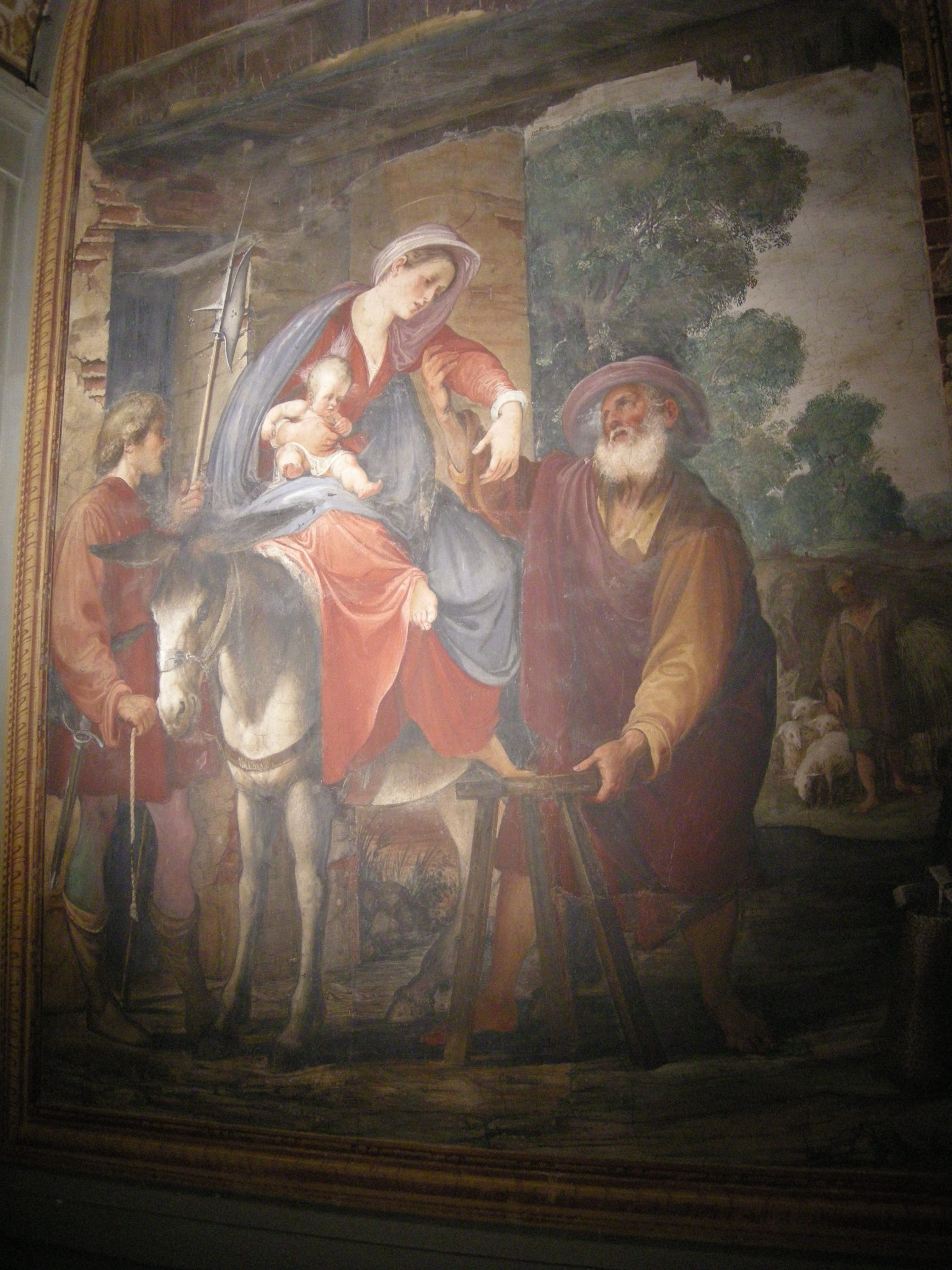
Фреска «Свята Родина на шляху до Єгипту»
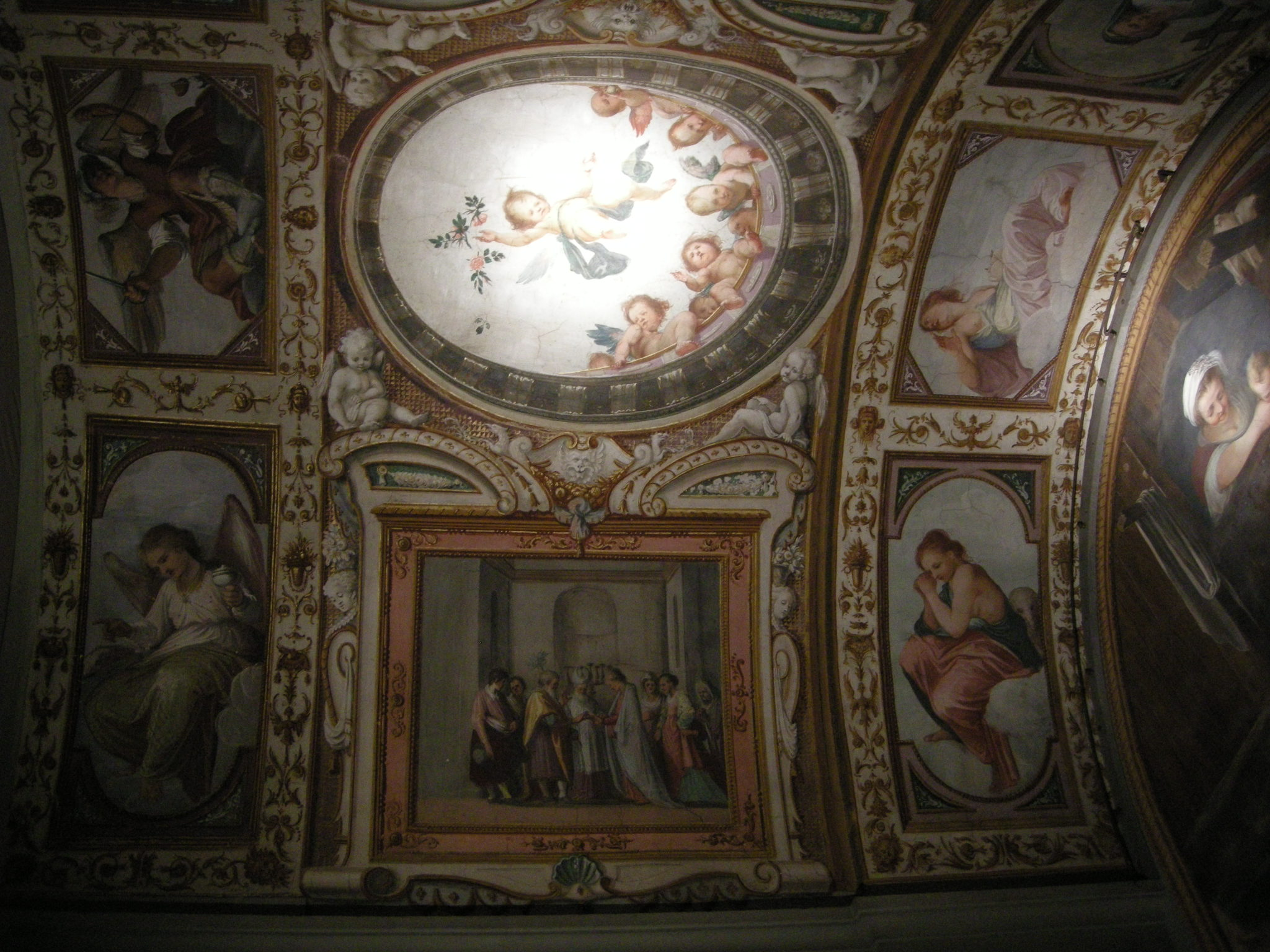
Декор стелі каплиці
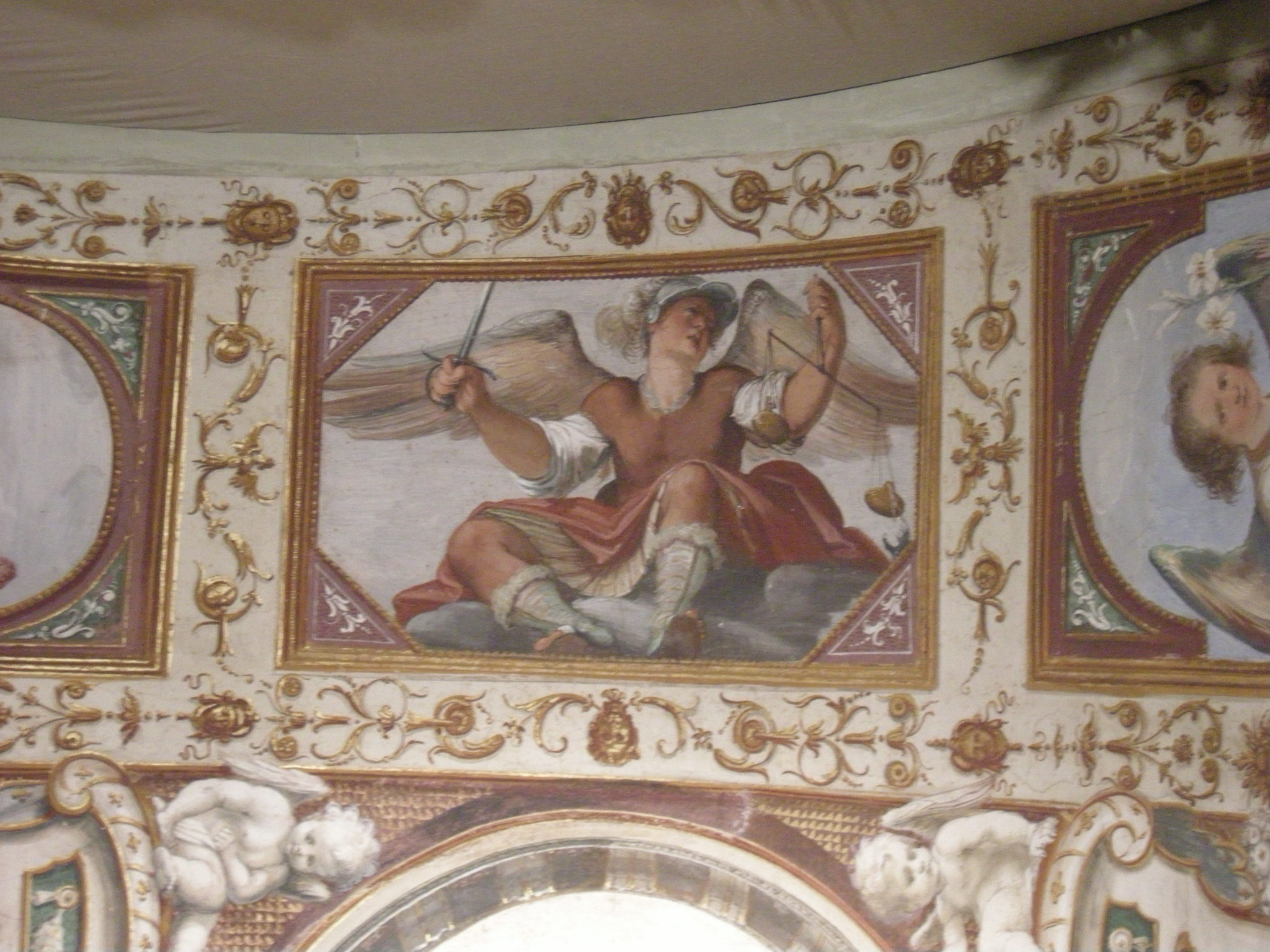
Плафон (живопис), декор стелі в каплиці
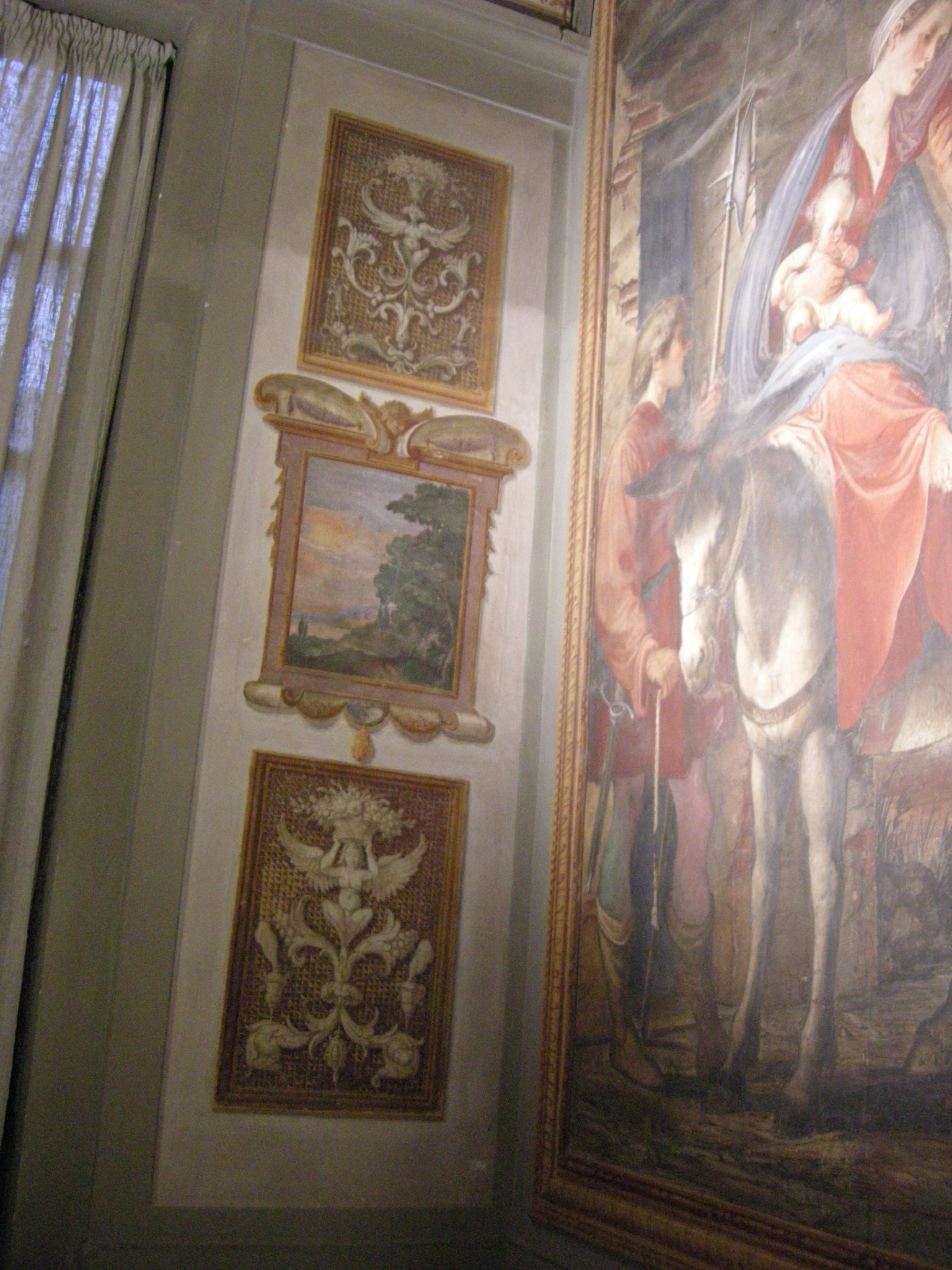
Бічна декоративна панель

## Художні скарби Флорентійської академії

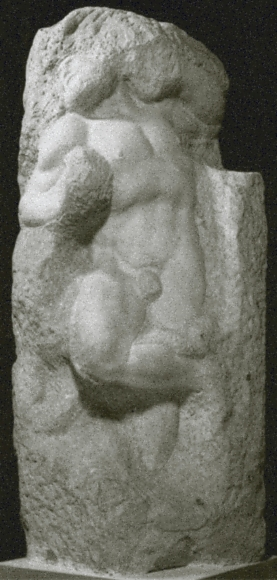
Мікеланджело Буонарроті, «Раб, що пробуджується»

В місті Флоренція сконцентрована велика кількість творів мистецтва як в місцевих церквах, так і в музеях.
Невелику кількість творів мистецтва має і Флорентійська академія мистецтв. Частково — це декор колишніх монастирських приміщень, серед яких фрески каплиці Сан Джованні та багатоколірні фаянсові люнети роботи Андреа делла Роббіа.
До збірок Флорентійської академії передано оригінал скульптури Мікеланджело Буонарроті — «Давид», а також серія незакінчених скульптур «Раби».
В невеликій картинній галереї навчального закладу зберігають  твори декількох флорентійських митців минулого. Серед них —
- Алессо Бальдовінетті «Трійця святих»
- Фра Бартоломео «Пророк Ісайя»
- Якопо Понтормо «Христос в Еммаусі» та ін.

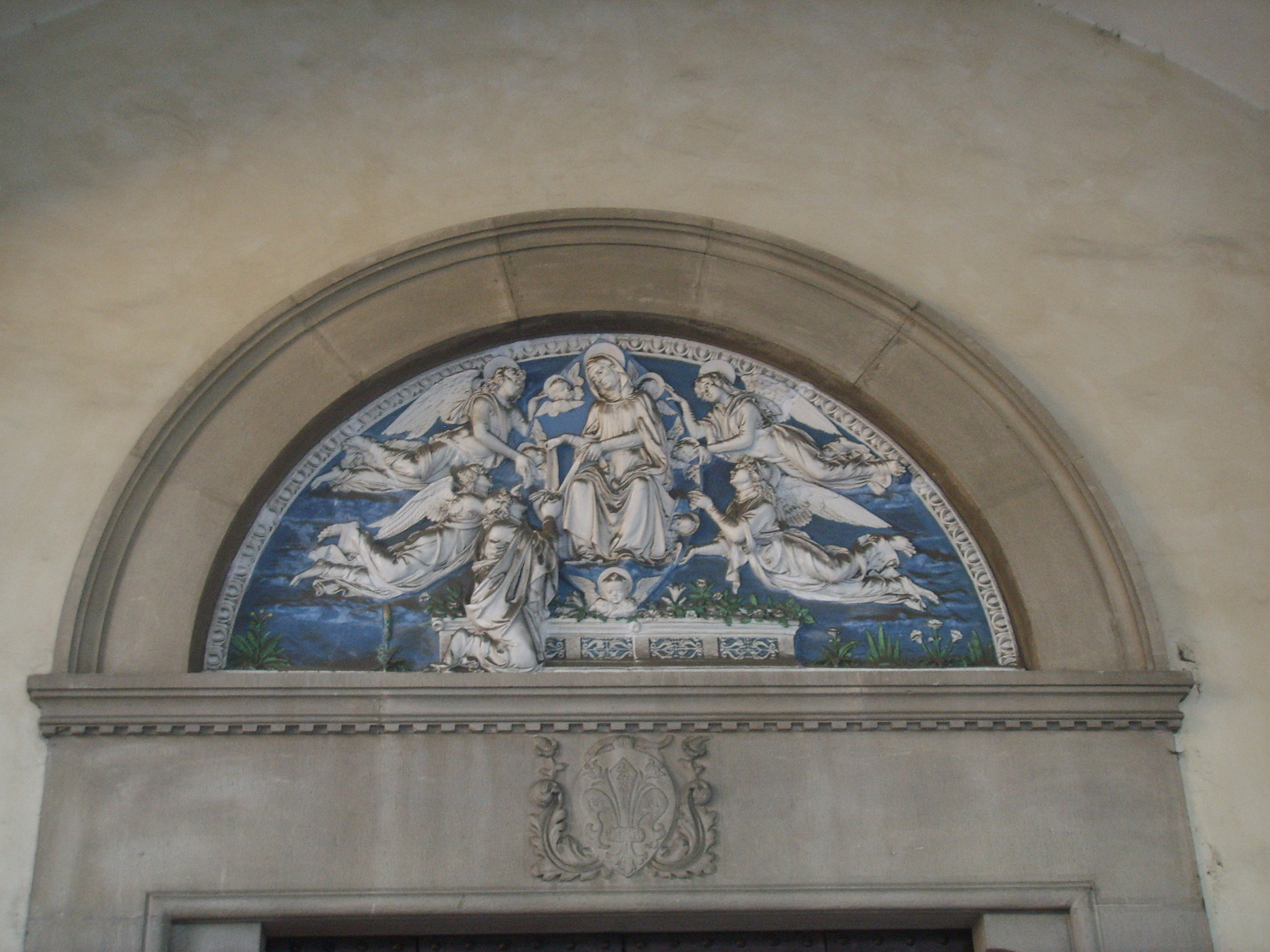
Фаянсовий люнет «Мадонна і янголи»
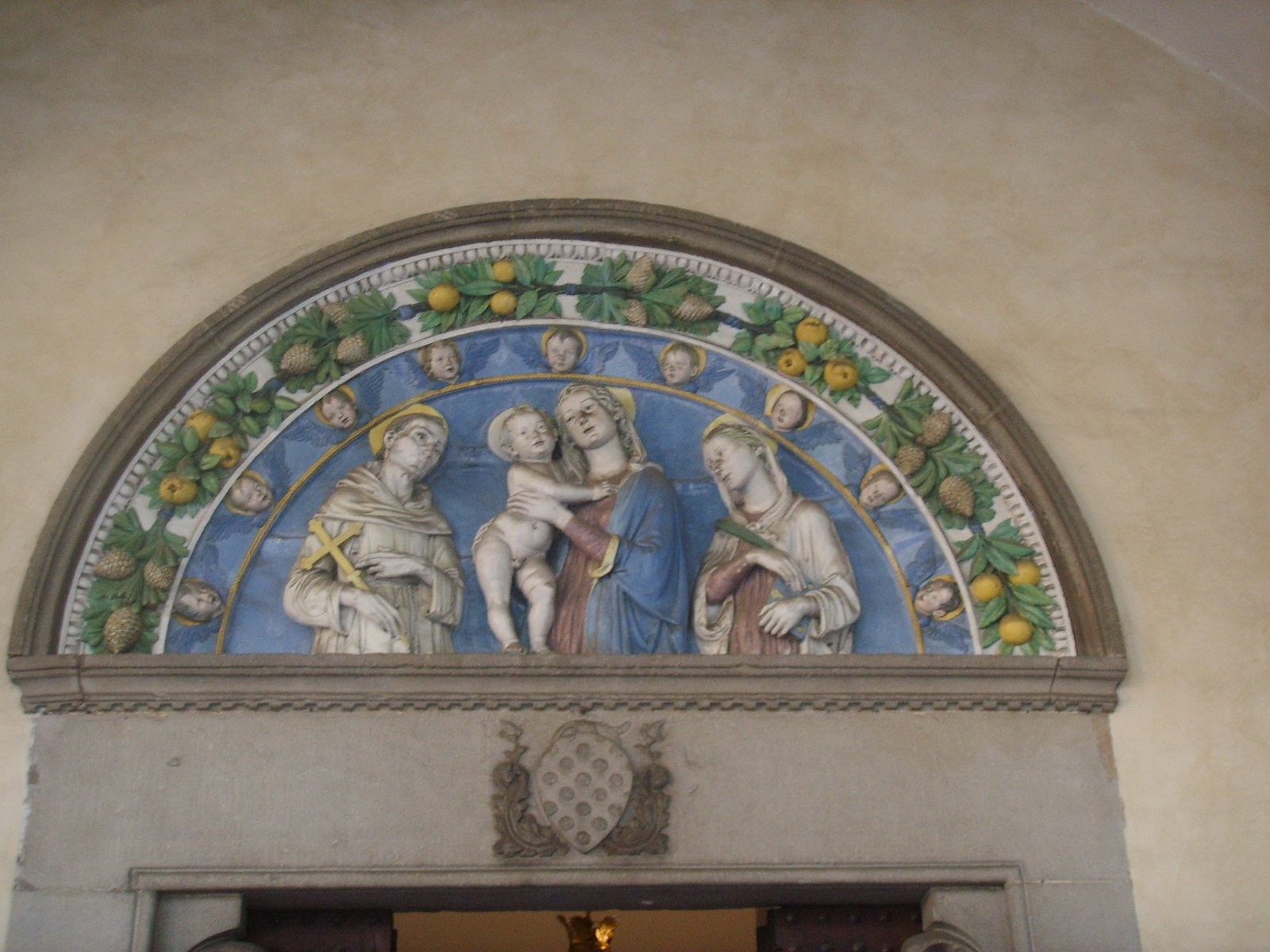
Фаянсовий люнет «Мадонна зі святими Іваном Хрестителем та Марією Магдалиною»
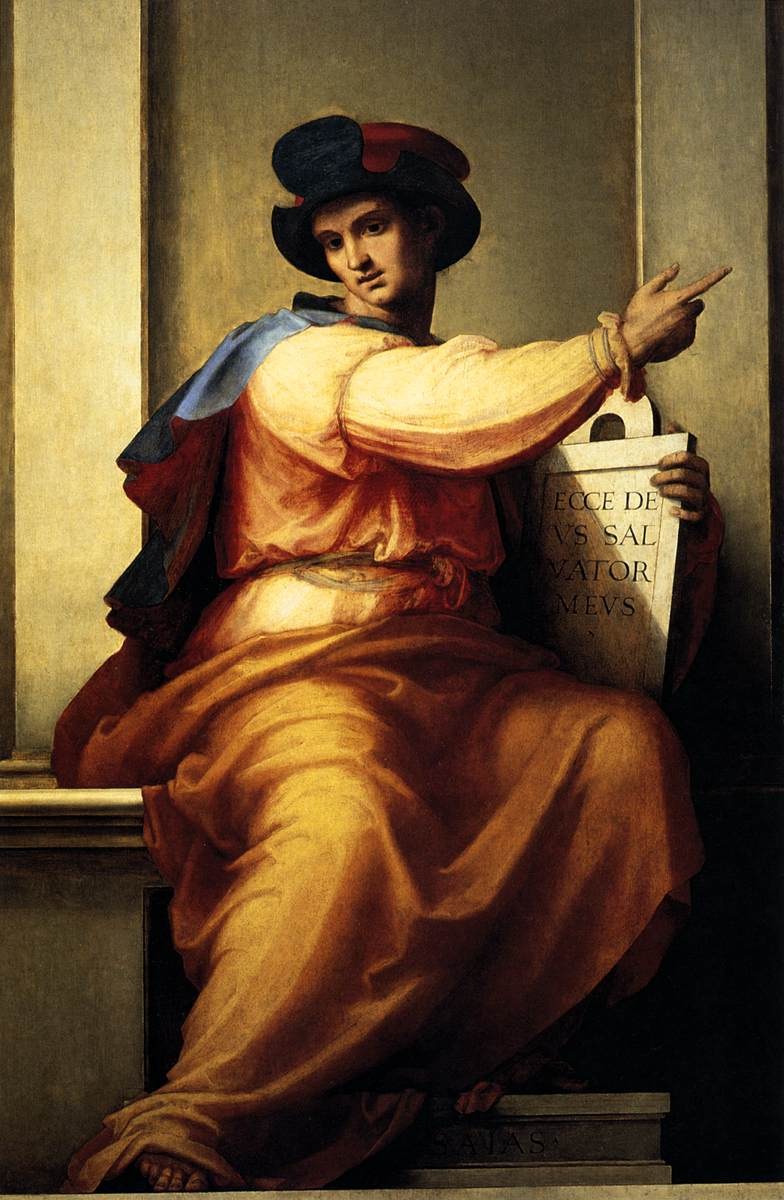
Фра Бартоломео «Пророк Ісайя»
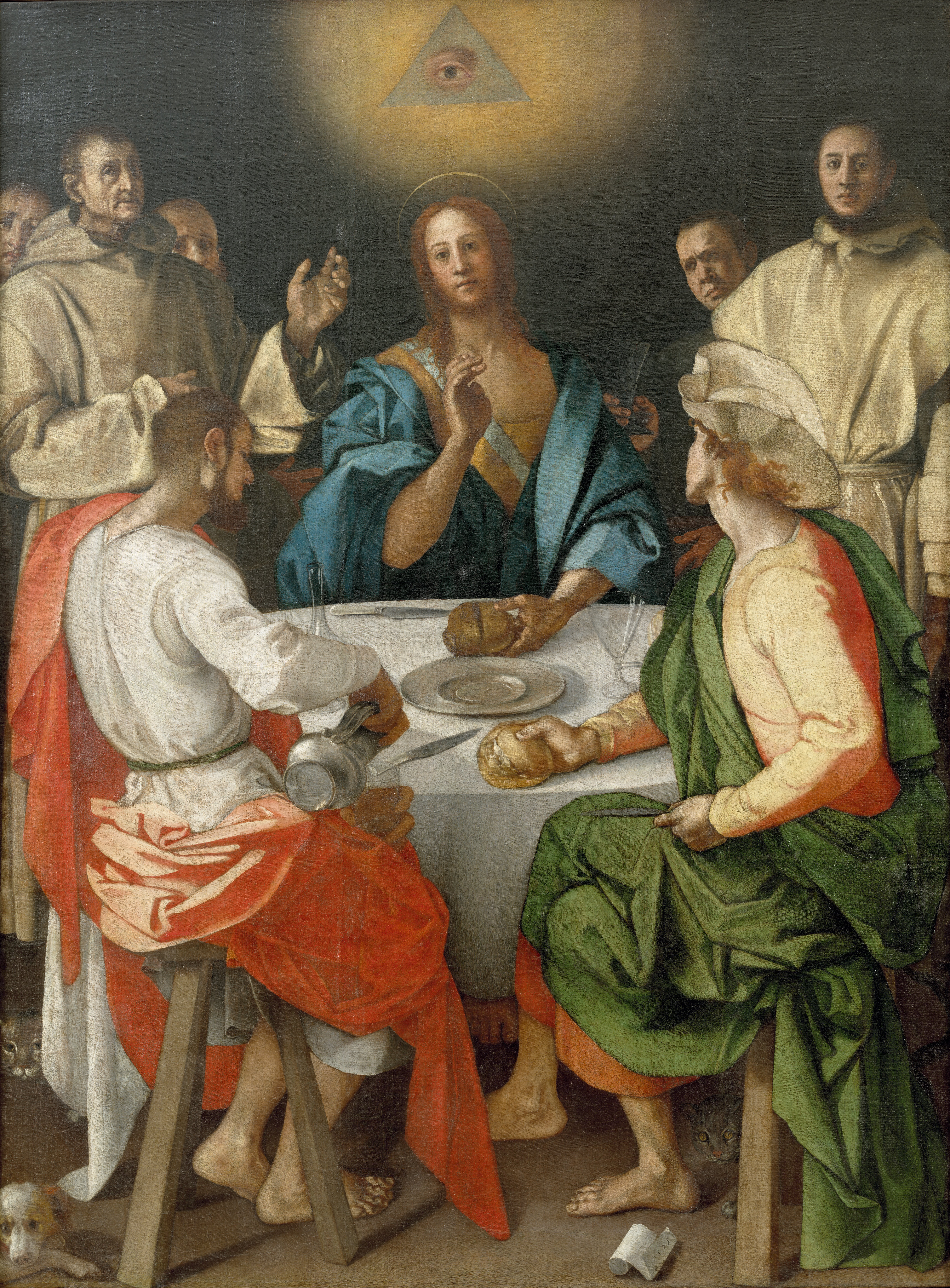
Якопо Понтормо «Христос в Еммаусі»